# RASC
RASC (Race Action Ski Club) – polski klub narciarski, założony w 2003 r. w Warszawie. Jest to pierwszy w Polsce klub koncentrujący się przede wszystkim na carvingu – najprężniej rozwijającej się dyscyplinie narciarstwa alpejskiego.

## Klub
Kadrę klubu stanowią w zdecydowanej większości ludzie młodzi – studenci i licealiści. Osiąga sukcesy zarówno na arenie krajowej, jak i międzynarodowej. Klub RASC jest też aktywnie zaangażowany w propagowanie carvingu – w roku 2006 odbył się pierwszy w historii Klubu nabór do kadry. Klub rozpoczął również szkolenie w grupie dziecięcej.

## Sukcesy
Klub RASC regularnie startuje w Carvingowym Pucharze Polski (CPP) i Mistrzostwach Polski. Jego ścisła reprezentacja bierze udział w Carvingowym Pucharze Świata federacji FIS, Mistrzostwach Świata i Europy. Już w pierwszym roku swojej działalności RASC zdobył klubowe Mistrzostwo Polski, który to sukces powtórzył w roku 2006. Zawodnicy RASC-u regularnie osiągają sukcesy w poszczególnych edycjach CPP oraz w klasyfikacjach końcowych.